# Мейменд (Фарс)
Мейменд (перс. میمند‎) — небольшой город на юге Ирана, в провинции Фарс. Входит в состав шахрестана Фирузабад. По данным переписи, на 2006 год население составляло 8 615 человек. Высота над уровнем моря 1532 м., по другим данным 1537 м.
Мейменд является крупным центром производства розовой воды, продукция которого экспортируется во многие страны мира (в первую очередь в страны Ближнего Востока).

## География
Город находится в западной части Фарса, в горной местности юго-восточного Загроса.
Мейменд расположен на расстоянии 80 километров к юго-востоку от Шираза, административного центра провинции и на расстоянии 760 километров к юго-востоку от Тегерана, столицы страны.